# Чепинци
Чепинци (словен. Čepinci, мађ. Kerkafő) су насељено место у општини Шаловци, Помурска регија, Словенија.

## Историја
До територијалне реорганизације у Словенији били су у саставу старе општине Мурска Собота.

## Становништво
У попису становништва из 2011. године, Чепинци су имали 283 становника.
| Број становника према пописима | Број становника према пописима | Број становника према пописима |
| ------------------------------ | ------------------------------ | ------------------------------ |
| 1991                           | 2002                           | 2011                           |
| 412                            | 316                            | 283                            |

## Галерија
- граничарски споменик
- детаљ са границе